# Agustín Gómez Di Nardo
Agustín Gómez Di Nardo (Tandil, Argentina, 30 de octubre de 1984) es un jugador argentino de rugby union que se desempeña como hooker, con origen en el Club Los 50 de Tandil, y destacada participación en el Belgrano Athletic Club, en el cual participó en más de 300 partidos desde el año 2003 a 2020, formando parte de equipos con muy buenos resultados y diversos campeonatos. Actualmente es jugador del Universitario Bilbao Rugby, de la División de Honor B de España. Tiene una distinguida valoración por su juego en el scrum, entre otras características.

## Origen
Se desarrolló en el Club Los 50 de Tandil, Argentina, jugando de octavo o ala hasta los 18 años, obteniendo múltiples campeonatos a nivel Juvenil en la Unión de Rugby de Mar del Plata, así como también participando en Diversos Seleccionados de dicha Unión Provincial.

## Palmarés y distinciones personales

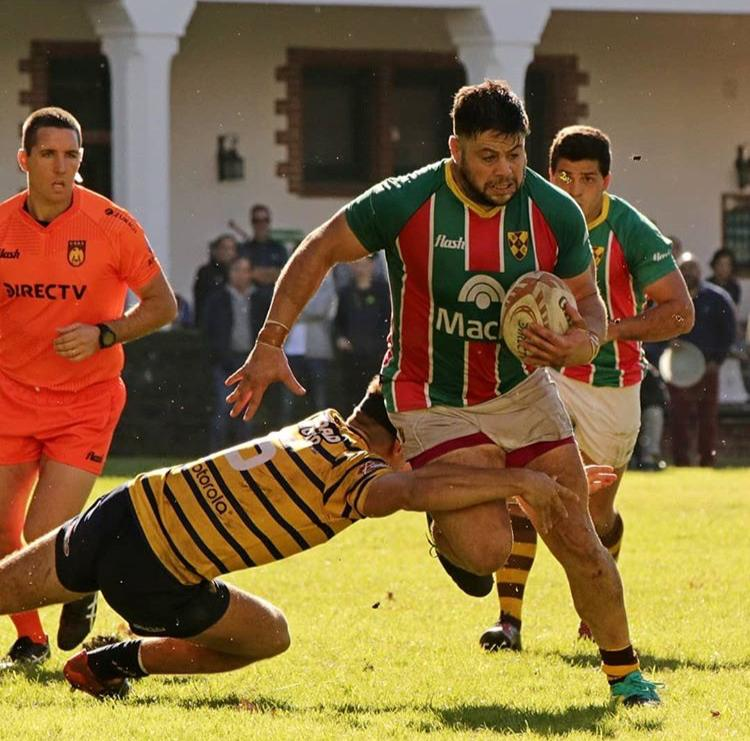
Agustín durante un partido

- Subcampeón Torneo de la URBA Top 12 año 2019.[2]
- Campeón Mundial del World Rugby Classic Bermuda año 2017.[3][4]
- Seleccionado para Los Pumas, The Rugby Championship año 2017.[5]
- Campeón Nations Cup año 2017, Argentina XV.
- Campeón invicto Campeonato Argentino de Rugby años 2016 y 2017, participando para el seleccionado de la URBA.
- Campeón Torneo de la URBA Top 14 año 2016.[6]
- Subcampeón Torneo Nacional de Clubes año 2016.
- Seleccionado de la Unión de Rugby de Mar del Plata años 2012, 2013 y 2014.

## Desarrollo extradeportivo
Se graduó como abogado con Diploma de Honor en la Universidad de Buenos Aires, en junio de 2009.